# Lasiopsylla bullata
Lasiopsylla bullata är en insektsart som beskrevs av Walter Wilson Froggatt 1900. Lasiopsylla bullata ingår i släktet Lasiopsylla och familjen rundbladloppor. Inga underarter finns listade i Catalogue of Life.